# Hôtel Journu (cours du Chapeau-Rouge)
Pour les articles homonymes, voir Hôtel Journu.
L'hôtel Journu est un hôtel particulier du XVIIIe siècle situé à Bordeaux, en France.
Ce bâtiment fait l’objet d’une inscription au titre des monuments historiques depuis le 7 octobre 1935.

## Localisation
L'hôtel particulier est situé 3, cours du Chapeau-Rouge (anciennement fossés du Chapeau-Rouge), au sein de l'îlot Louis. Il est voisin de l'hôtel Boyer-Fonfrède appartenant à son beau-frère.

## Histoire

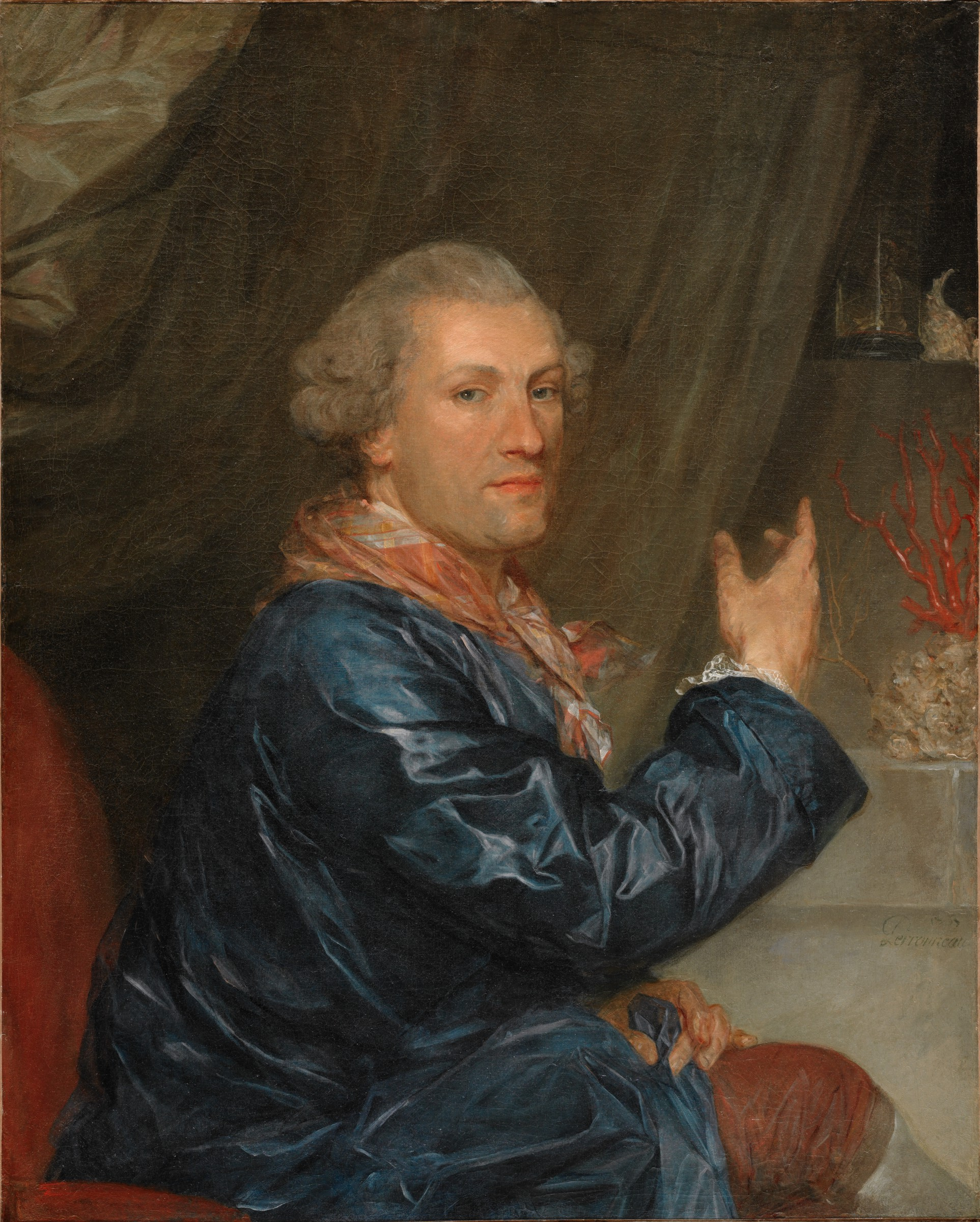
Bonaventure Journu en 1767, par Jean-Baptiste Perronneau

L'hôtel est construit vers 1778 dans l'îlot Louis par les architectes Gabriel et Alexandre Durand, pour le compte du richissime armateur et négociant Bonaventure Journu (1717-1781). Sa fortune est issue du trafic des denrées coloniales produites par les esclaves. Elle est telle que l’érudit Oudot de Dainville la décrit en ces termes : « Le vent qui poussait ses navires sur la mer des Indes ou vers les Antilles semblait abattre les pluies d’or sur sa demeure ».
Cette prospérité lui permet de réunir dans son hôtel particulier une impressionnante collection de peintures (Dürer, Vernet, Murillo, Van Loo, Raphaël, Breughel), et de se constituer un cabinet de curiosités exotiques (minéraux, plantes et animaux empaillés) parmi les plus importants de France. Ce dernier sera légué à la ville par son fils Bernard Journu-Auber, et ses pièces sont désormais conservées au Muséum d'histoire naturelle.
Bonaventure Journu ne profite toutefois pas longtemps de sa nouvelle installation cours du Chapeau-Rouge. Sa femme Marie-Claire Fonfrède meurt dès 1778, et lui-même s’éteint en septembre 1781.
En 1842, l'armateur Jean-Louis II Baour (1798-1873) rachète aux héritiers Balguerie-Stuttenberg pour 114 000 Francs l’hôtel Journu. L'immeuble devient le siège du « Comptoir Baour », et la résidence de sa famille.

## Architecture

### Extérieur
Il comporte un rez-de-chaussée surmonté d'un entresol, et trois étages couronnés par un grand entablement avec balustrade.

### Intérieur
Le revers du hall d'entrée est orné du chiffre "BJ" du premier propriétaire, Bonaventure Journu.

## Éléments protégés
La façade et la toiture : inscription par arrêté du 7 octobre 1935.